# Что-то крадётся в темноте
«Что-то крадётся в темноте» (итал. Qualcosa striscia nel buio) — итальянский фильм ужасов 1971 года режиссёра Марио Колуччи.

## Сюжет
В результате преследования убийцы полиция выясняет, что, благодаря шторму, который разрушил мост — единственный путь, соединяющий остров с внешним миром, теперь все они отрезаны от него. Вскоре совсем незнакомые друг с другом люди попадают в местный замок, который давным-давно принадлежал знатной особе. Теперь здесь живёт сексуально озабоченная падчерица бывшей хозяйки. Наконец, из-за бушующего шторма, в замке выключается всё электричество, а его новые постояльцы решают под зажжёнными свечами провести спиритический сеанс. Немногим позже в замке объявляется убийца, которого полиция так и не поймала.

## В ролях
- Стелвио Роси — доктор Уильямс
- Миа Генберг — Сьюзан Уэст
- Фарли Грейнджер — Спайк
- Лючия Бозе — Сильвия Форрест
- Джакомо Росси-Стюарт – Дональд Форрест

## Критика
Луис Поль в своей книге Italian Horror Film Directors охарактеризовал картину как яркий драгоценный камень, выделяющийся в целом море фильмов разряда «О чем же, чёрт возьми, это кино?».Помимо этого, Поль отметил, что данный фильм нуждается в определении собственного поджанра, так как содержит множество отсылок к другим картинам. Заканчивая свой обзор критик говорит: Это один из тех недооцененных фильмов, которые ожидают своего повторного «открытия».